# Южна Долна Калифорния
Южна Долна Калифорния (на испански: Baja California Sur) е един от 31-те щата на Мексико. Заема южната част на полуострова Долна Калифорния на юг от щата Долна Калифорния. Южна Долна Калифорния е с население от 763 929 жители (2015 г., 31-ви по население), а общата площ на щата е 73 475 км², което го прави 9-ия по площ щат в Мексико. Главен град на щата е Ла Пас.

## Административно деление
Южна Долна Калифорния е разделена на 5 общини: Комонду, Мулеге, Ла Пас, Лос Кабос и Лорето.

## Градове
- Гереро Негро
- Кабо Сан Лукас
- Ла Пас
- Лорето
- Сан Хосе дел Кабо